# Fort de Roppe

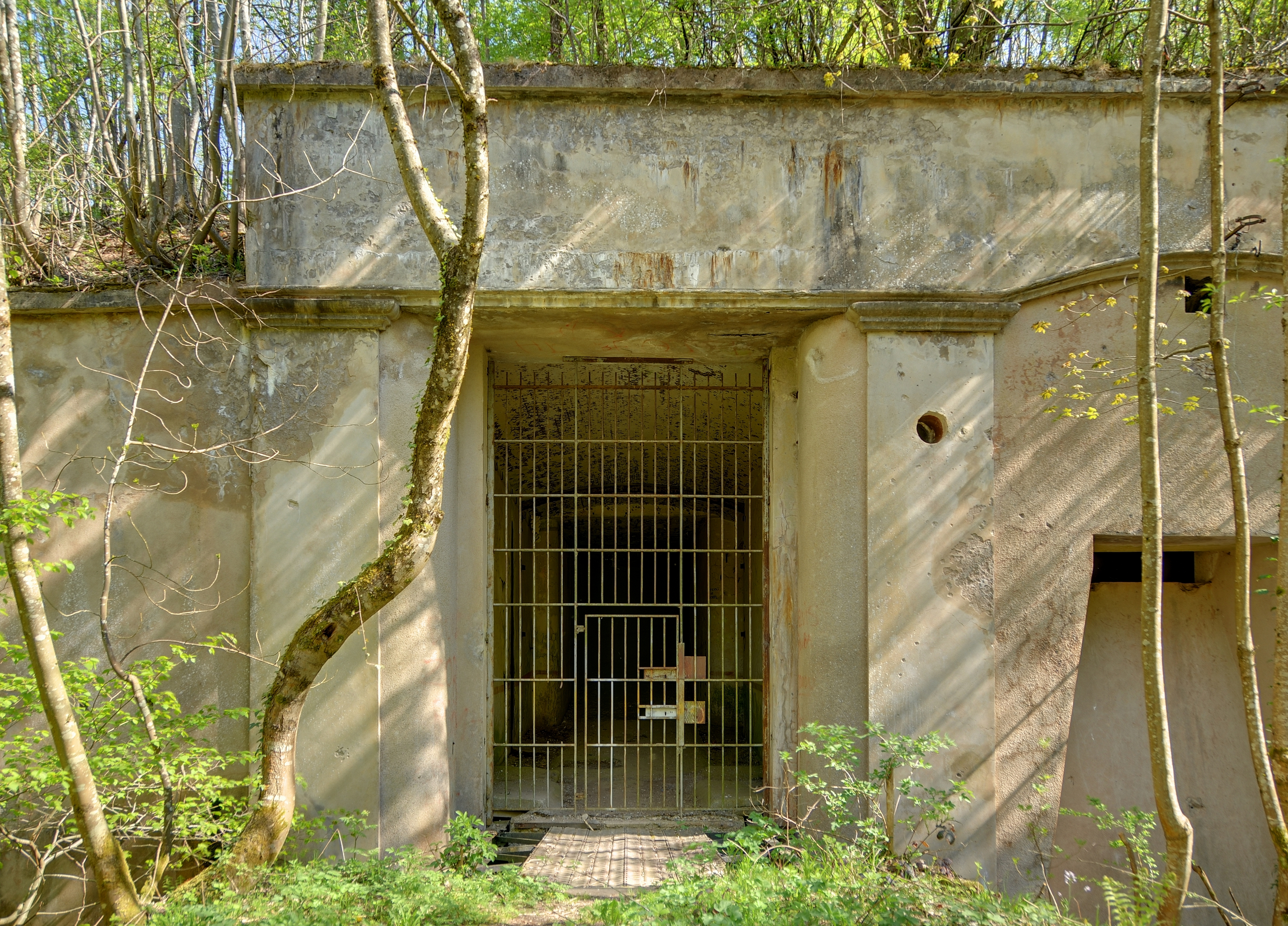
Fort de Roppe.

Fort de Roppe, även känt som Fort Ney, ingår i befästningarna kring staden Belfort i nordöstra Frankrike. Fort de Roppe uppfördes mellan 1875 och 1877 och användes bland annat under slaget om Frankrike under andra världskriget.